# Walter Montoya
Walter Iván Montoya (Machagai, 21 de julho de 1993) é um futebolista argentino que atua como meio-campista. Atualmente joga no Godoy Cruz.

## Carreira
Walter Montoya começou a carreira no Rosario Central.

## Títulos
Grêmio
- Recopa Gaúcha: 2019
- Campeonato Gaúcho: 2019

Cruz Azul
- Copa México: Apertura 2018
- Liga MX: Clausura 2021
- Campeón de Campeones: 2021

Rosario Central
- Copa da Liga Profissional: 2023

Defensor Sporting
- Copa Uruguay: 2024

### Prêmios individuais
- Time do Torneio (Copa dos Campeões da CONCACAF): 2021